# Хамис Мушаит
Хамис Мушаит (арап. ‏خميس مشيط) је град у Саудијској Арабији у емирату Асир. Према процени из 2004. у граду је живело 372.695 становника.

## Становништво
Према попису, у граду је 2004. живело 372.695 становника.
| 1974.  | 1992.   | 2004.   |
| ------ | ------- | ------- |
| 49.581 | 217.870 | 372.695 |